# Anstituto de la Lhéngua Mirandesa

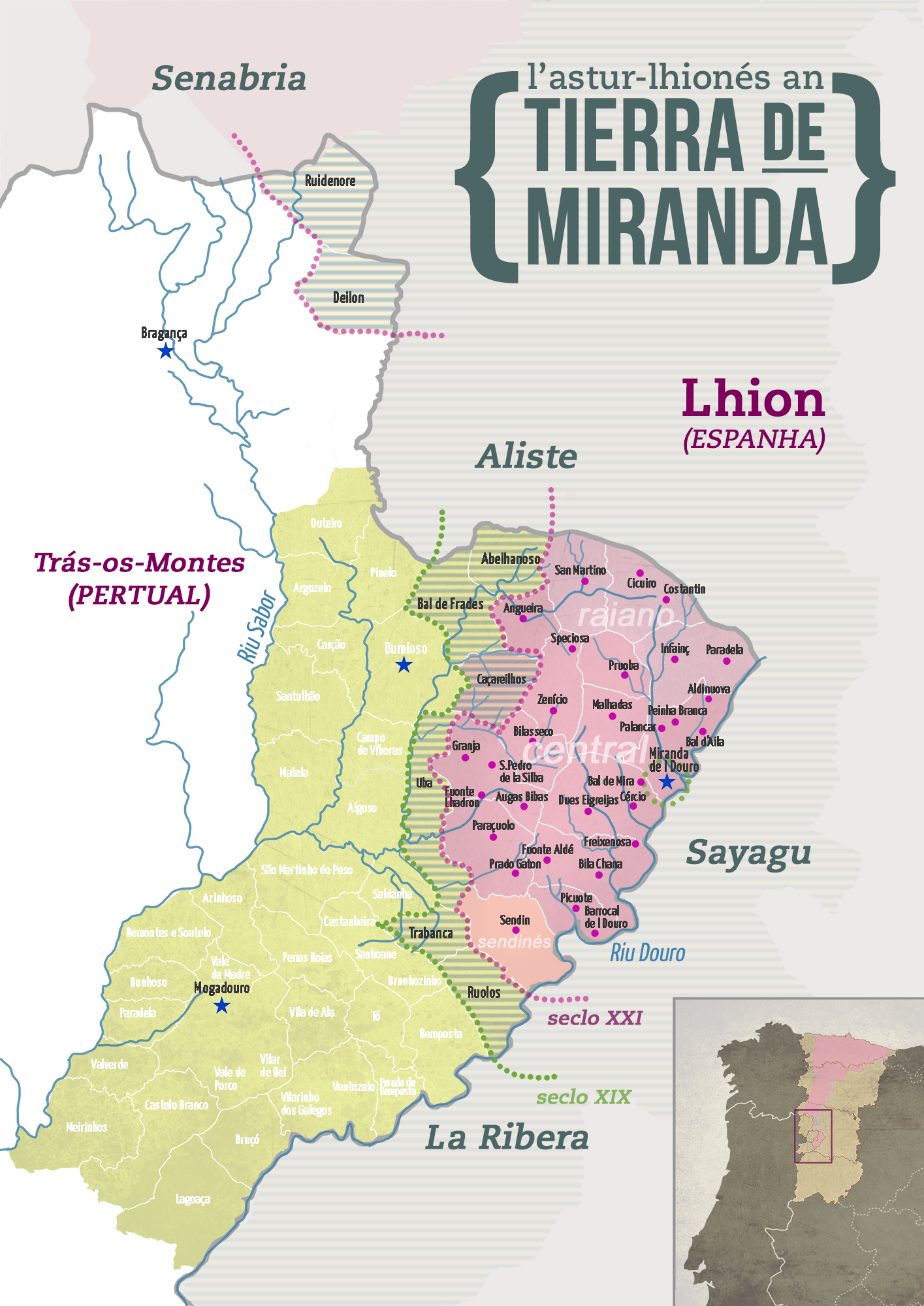
Distribució de l'asturlleonés a la Terra de Miranda.

L'Anstituto de la Lhéngua Mirandesa (Institut de la Llengua Mirandesa en català) és la institució encarregada de la representació, investigació, promoció, normativització i divulgació del mirandès.
Iniciat l'any 2001, es constituí formalment l'1 de gener del 2003. Mitjançant la creació de l'institut, el mirandès pogué ser inscrit en el registre del Comitè Europeu per a les Llengües Minoritàries.
La seva seu és la ciutat de Miranda do Douro (Portugal).